# Mantispa taina
Mantispa taina là một loài côn trùng trong họ Mantispidae thuộc bộ Neuroptera. Loài này được Alayo miêu tả năm 1968.